# Desireless (album)
Pour la chanteuse française, voir Desireless.
Albums de Eagle-Eye Cherry
Living in the Present Future
(2000)
Singles
1. Save Tonight
Sortie : 7 octobre 1997
2. When Mermaids Cry
Sortie : 1998
3. Falling In Love again
Sortie : 1998
4. Permanent Tears
Sortie : 1999

Desireless est le premier album musical du chanteur américano-suédois Eagle-Eye Cherry, sorti en 1997 en Suède et le 21 juillet 1998 dans le reste de l' Europe. Il est paru sur le label polydor et a été produit par Eagle-Eye Cherry, Adam Kviman & Klas Åhlund.

## Historique
Il a été enregistré aux Cosmos Studios à Stockholm. Sorti d'abord en Suède en 1997 puis en Europe en 1998, l'album sera rapidement distribué dans le monde entier, grâce au succès du single qui en sera tiré, Save Tonight. Il obtiendra de nombreuses récompenses, il sera notamment certifié disque de platine aux États-Unis et double disque d'or en France.

## Liste des titres
- Tous les titres sont signés par Eagle-Eye Cherry sauf indications.

1. Save Tonight - 3:59
2. Indecision (Cherry / Klas Åhlund) - 5:16
3. Comatose (In the Arms of Slumber) (Cherry / Kent Gillström) - 4:37
4. Worried Eyes - 4:31
5. Rainbow Wings (Cherry / John Carlberg) - 4:04
6. Falling in Love Again  - 3:30
7. Conversation  - 4:44
8. When Mermaids Cry  - 4:22
9. Shooting up in Vain  - 5:36
10. Permanent Tears  - 4:43
11. Death Defied by Will  - 4:23
12. Desireless (Don Cherry) - 6:14

## Musiciens
- Eagle-Eye Cherry : chant, guitare acoustique, claviers, samples, chœurs, programmation.
- Klas Åhlund : guitare acoustique & électrique.
- Mattias Torell : basse, guitare acoustique & électrique.
- Kent Gillström : guitare acoustique & électrique, programmation.
- Dominic Keyes : percussions, chœurs.
- Niklas Medin : claviers.
- Magnus Persson : batterie, percussions.
- Jaya Deva : guitare.
- Peter Forss : basse, chœurs.
- Sharon Dyall : chœurs.
- Lars Halapi : guitare acoustique & électrique.
- Magnus Frykberg : batterie, percussions.
- Vinia Mojica : chœurs.
- Adam Kviman : guitare acoustique, claviers.
- Andrea Fallström : guitare électrique.
- Elias Modig : basse.
- Sebastian Öberg : violoncelle.
- Alisha Zebulon : voix distante dans Permanent Tears.
- Ingemar Woody : guitare électrique.
- Goran Kajfes : trompette.
- Bengt Berger : tablas.
- Titiyo : chant.

## Charts et certifications
| Pays             | Durée du classement | Meilleur classement |
| ---------------- | ------------------- | ------------------- |
| Allemagne        | 30 semaines         | 23e                 |
| Autriche         | 13 semaines         | 4e                  |
| Belgique (W)     | 1 semaine           | 48e                 |
| Belgique (V)     | 5 semaines          | 32e                 |
| États-Unis       | 39 semaines         | 45e                 |
| Finlande         | 4 semaines          | 30e                 |
| France           | 42 semaines         | 4e                  |
| Norvège          | 16 semaines         | 19e                 |
| Nouvelle-Zélande | 22 semaines         | 16e                 |
| Pays-Bas         | 24 semaines         | 31e                 |
| Royaume-Uni      | 33 semaines         | 3e                  |
| Suède            | 32 semaines         | 2e                  |
| Suisse           | 22 semaines         | 4e                  |

| Pays             | Certification | Ventes      | Date       |
| ---------------- | ------------- | ----------- | ---------- |
| Canada           | Platine       | 100 000 +   | 30/04/1999 |
| États-Unis       | Platine       | 1 000 000 + | 17/02/1999 |
| France           | 2 × Or        | 200 000 +   | 1999       |
| Nouvelle-Zélande | Or            | 7 500 +     | 25/11/1998 |
| Royaume-Uni      | Or            | 100 000 +   | 25/09/1998 |
| Suisse           | Or            | 25 000 +    | 1998       |

### Charts singles
| Année | Single                | Chart               | durée du classement | Position |
| ----- | --------------------- | ------------------- | ------------------- | -------- |
| 1997  | Save Tonight          | Sverigetopplistan   | 20 semaines         | 2e       |
| 1998  | Save Tonight          | Hot 100             | 28 semaines         | 5e       |
| 1998  | Save Tonight          | Alternative Songs   | 26 semaines         | 8e       |
| 1998  | Save Tonight          | UK Singles Chart    | 20 semaines         | 6e       |
| 1998  | Save Tonight          | Single Top 100      | 26 semaines         | 8e       |
| 1998  | Save Tonight          | Ö3 Austria Top 40   | 12 semaines         | 17e      |
| 1998  | Save Tonight          | (V) Ultratop        | 13 semaines         | 9e       |
| 1998  | Save Tonight          | (W) Ultratop        | 27 semaines         | 9e       |
| 1998  | Save Tonight          | RPM Top Singles     | 16 semaines         | 6e       |
| 1998  | Save Tonight          | Top 100             | 24 semaines         | 11e      |
| 1998  | Save Tonight          | VG-lista            | 11 semaines         | 9e       |
| 1998  | Save Tonight          | RMNZ Singles Top40  | 7 semaines          | 35e      |
| 1998  | Save Tonight          | Mega Top 50         | 18 semaines         | 9e       |
| 1998  | Save Tonight          | Schweizer Hitparade | 18 semaines         | 7e       |
| 1999  | Save Tonight          | ARIA Charts         | 20 semaines         | 20e      |
| 1998  | Falling in Love Again | Single Top 100      | 9 semaines          | 81e      |
| 1998  | Falling in Love Again | Top 100             | 15 semaines         | 48e      |
| 1998  | Falling in Love Again | Mega Top 50         | 4 semaines          | 70e      |
| 1998  | Falling in Love Again | UK Singles Chart    | 11 semaines         | 8e       |
| 1998  | When Mermaids Cry     | Sverigetopplistan   | 3 semaines          | 34e      |
| 1999  | Permanent Tears       | UK Singles Chart    | 2 semaines          | 43e      |